# Felipe San Agustín
Felipe San Agustín (Barcelona) fou un tenor català que cantà als anys 20 i 30. Sovint se'l troba amb el nom italianitzat de Felipe Santagostino o Filippo Santagostino.
Cantà per tot Europa i al Liceu de Barcelona. Les seves òperes preferides eren Tosca, Rigoletto i La Bohème.